# Liste des conseillers généraux de la Somme de 2008 à 2011

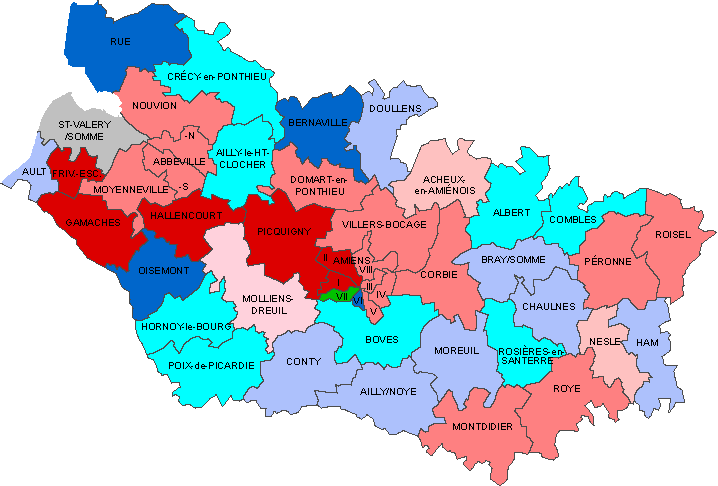
Cantons de la Somme après les élections de 2008

Cet article dresse la liste des 46 membres du Conseil général de la Somme élus lors de l'élection cantonale de 2008, ainsi que les changements intervenus en cours de mandature.

## Composition du conseil général de laSomme(46 sièges)

### Assemblée départementale en début de mandature
| Parti                             | Sigle | Sigle    | Élus | Groupe                     |
| --------------------------------- | ----- | -------- | ---- | -------------------------- |
| Majorité (25 sièges)              |       |          |      |                            |
| Parti socialiste                  |       | PS       | 15   | Somme à Gauche             |
| Divers gauche                     |       | DVG      | 1    | Somme à Gauche             |
| Parti radical de gauche           |       | PRG      | 1    | Somme à Gauche             |
| Les Verts                         |       | VEC      | 1    | Somme à Gauche             |
| Parti communiste français         |       | PCF      | 3    | Communistes et apparentés  |
| Divers gauche                     |       | App. PCF | 1    | Communistes et apparentés  |
| Communistes en Somme              |       | COM      | 3    | DVG - Communistes en Somme |
| Opposition (19 sièges)            |       |          |      |                            |
| Nouveau Centre                    |       | NC       | 8    | Centre et Non-inscrits     |
| Divers droite                     |       | DVD      | 6    | Centre et Non-inscrits     |
| Union pour un mouvement populaire |       | UMP      | 4    | UMP et apparentés          |
| Divers droite                     |       | DVD      | 1    | UMP et apparentés          |
| Divers (2 sièges)                 |       |          |      |                            |
| Divers droite                     |       | DVD      | 1    | Indépendants en Somme      |
| Sans étiquette                    |       | ex CPNT  | 1    | Indépendants en Somme      |
| Président du Conseil Général      |       |          |      |                            |
| Christian Manable (PS)            |       |          |      |                            |

### Assemblée départementale en fin de mandature
| Parti                             | Sigle | Sigle    | Élus | Groupe                     |
| --------------------------------- | ----- | -------- | ---- | -------------------------- |
| Majorité (24 sièges)              |       |          |      |                            |
| Parti socialiste                  |       | PS       | 14   | Somme à Gauche             |
| Divers gauche                     |       | DVG      | 1    | Somme à Gauche             |
| Parti radical de gauche           |       | PRG      | 1    | Somme à Gauche             |
| Europe Écologie Les Verts         |       | EELV     | 1    | Somme à Gauche             |
| Parti communiste français         |       | PCF      | 3    | Communistes et apparentés  |
| Divers gauche                     |       | App. PCF | 1    | Communistes et apparentés  |
| Communistes en Somme              |       | COM      | 3    | DVG - Communistes en Somme |
| Opposition (20 sièges)            |       |          |      |                            |
| Nouveau Centre                    |       | NC       | 9    | Centre et Non-inscrits     |
| Divers droite                     |       | DVD      | 6    | Centre et Non-inscrits     |
| Union pour un mouvement populaire |       | UMP      | 5    | UMP et apparentés          |
| Divers (2 siège)                  |       |          |      |                            |
| Divers droite                     |       | DVD      | 1    | Indépendants en Somme      |
| Sans étiquette (ex CPNT)          |       | SE       | 1    | Indépendants en Somme      |
| Président du Conseil Général      |       |          |      |                            |
| Christian Manable (PS)            |       |          |      |                            |

## Liste des conseillers généraux de la Somme
| Canton                 | Conseillers         | Partis | Partis                  | Groupes                    |
| ---------------------- | ------------------- | ------ | ----------------------- | -------------------------- |
| Abbeville-Nord         | Gilbert Mathon      |        | PS                      | Somme à Gauche             |
| Abbeville-Sud          | Pascal Demarthe     |        | PS                      | Somme à Gauche             |
| Acheux-en-Amiénois     | Jean-Paul Nigaut    |        | DVG                     | Somme à Gauche             |
| Ailly-le-Haut-Clocher  | Daniel Dubois       |        | NC                      | Centre et Non-inscrits     |
| Ailly-sur-Noye         | Brigitte Lhomme     |        | DVD                     | Centre et Non-inscrits     |
| Albert                 | Fernand Demilly     |        | NC                      | Centre et Non-inscrits     |
| Amiens-Ouest           | Claude Chaidron     |        | COM                     | DVG - Communistes en Somme |
| Amiens-Nord-Ouest      | Gérald Maisse       |        | PCF                     | Communistes et apparentés  |
| Amiens-Nord-Est        | Sarah Thulliez      |        | PS                      | Somme à Gauche             |
| Amiens-Est             | Jean-Louis Piot     |        | PS                      | Somme à Gauche             |
| Amiens-Sud-Est         | Daniel Leroy        |        | PS                      | Somme à Gauche             |
| Amiens-Sud-Est         | Brigitte Fouré      |        | NC                      | Centre et Non-inscrits     |
| Amiens-Sud             | Hubert Henno        |        | UMP                     | UMP et apparentés          |
| Amiens-Sud-Ouest       | Jean-Pierre Tétu    |        | Les Verts               | Somme à Gauche             |
| Amiens-Nord            | Francis Lec         |        | PS                      | Somme à Gauche             |
| Ault                   | Emmanuel Maquet     |        | UMP (DVD jusqu'en 2009) | UMP et apparentés          |
| Bernaville             | Laurent Somon       |        | UMP                     | UMP et apparentés          |
| Boves                  | Olivier Jardé       |        | NC                      | Centre et Non-inscrits     |
| Bray-sur-Somme         | Marcel Guyot        |        | DVD                     | Indépendants en Somme      |
| Chaulnes               | Philippe Cheval     |        | DVD                     | Centre et Non-inscrits     |
| Comble                 | Dominique Camus     |        | NC                      | Centre et Non-inscrits     |
| Conty                  | Guy Lacherez        |        | DVD                     | Centre et Non-inscrits     |
| Corbie                 | Isabelle Demaison   |        | PS                      | Somme à Gauche             |
| Crécy-en-Ponthieu      | Régis Lécuyer       |        | NC                      | Centre et Non-inscrits     |
| Domart-en-Ponthieu     | Dominique Proyart   |        | PS                      | Somme à Gauche             |
| Doullens               | Christian Vlaeminck |        | DVD                     | Centre et Non-inscrits     |
| Friville-Escarbotin    | Thierry Vansevenant |        | COM                     | DVG - Communistes en Somme |
| Gamaches               | Jacques Pecquery    |        | COM                     | DVG - Communistes en Somme |
| Hallencourt            | Claude Jacob        |        | PCF                     | Communistes et apparentés  |
| Ham                    | Grégory Labille     |        | DVD                     | Centre et Non-inscrits     |
| Hornoy-le-Bourg        | Jannick Lefeuvre    |        | NC                      | Centre et Non-inscrits     |
| Molliens-Dreuil        | Jean-Jacques Stoter |        | PRG                     | Somme à Gauche             |
| Montdidier             | Catherine Le Tyrant |        | PS                      | Somme à Gauche             |
| Moreuil                | Pierre Boulanger    |        | DVD                     | Centre et Non-inscrits     |
| Moyenneville           | Philippe Arcillon   |        | PS                      | Somme à Gauche             |
| Moyenneville           | Bernard Davergne    |        | PS                      | Somme à Gauche             |
| Nesle                  | Paul Pilot          |        | App. PCF                | Communistes et apparentés  |
| Nouvion                | Jean-Claude Buisine |        | PS                      | Somme à Gauche             |
| Oisemont               | Jérôme Bignon       |        | UMP                     | UMP et apparentés          |
| Péronne                | Pierre Linéatte     |        | PS                      | Somme à Gauche             |
| Picquigny              | René Lognon         |        | PCF                     | Communistes et apparentés  |
| Poix-de-Picardie       | Marc Dewaele        |        | NC                      | Centre et Non-inscrits     |
| Roisel                 | Michel Boulogne     |        | PS                      | Somme à Gauche             |
| Rosières-en-Santerre   | José Sueur          |        | NC                      | Centre et Non-inscrits     |
| Roye                   | Christine Lefèbvre  |        | PS                      | Somme à Gauche             |
| Rue                    | Jean-Louis Wadoux   |        | UMP                     | UMP et apparentés          |
| Saint-Valery-sur-Somme | Nicolas Lottin      |        | SE                      | Indépendants en Somme      |
| Villers-Bocage         | Christian Manable   |        | PS                      | Somme à Gauche             |

Noms en gras : élus lors des élections cantonales de 2008

## Exécutif
| Titulaire | Titulaire           | Fonction           | Compétences                                                            |
| --------- | ------------------- | ------------------ | ---------------------------------------------------------------------- |
|           | Christian Manable   | Président          |                                                                        |
|           | Francis Lec         | 1er Vice-président | Finances                                                               |
|           | Paul Pilot          | 2e Vice-président  | Enfance                                                                |
|           | Christine Lefebvre  | 3e Vice-présidente | Insertion                                                              |
|           | Isabelle Demaison   | 4e Vice-présidente | Autonomie                                                              |
|           | Michel Boulogne     | 5e Vice-président  | Développement durable et Environnement                                 |
|           | Gérald Maisse       | 6e Vice-président  | Education et Culture                                                   |
|           | Jean-Jacques Stoter | 7e Vice-président  | Aménagement du territoire et Ruralité                                  |
|           | Pierre Linéatte     | 8e Vice-président  | Déplacements et Communications                                         |
|           | Catherine Le Tyrant | 9e Vice-présidente | TPE, Artisanat, Commerces et Transmission d'entreprises                |
|           | René Lognon         | 10e Vice-président | PME, Zones d'activités économiques, Accueil et Recherche d'entreprises |
|           | Jean-Paul Nigaut    | 11e Vice-président | Agriculture                                                            |
|           | Jean-Pierre Tétu    | 12e Vice-président | Logement et Cadre de vie                                               |
|           | Gilbert Mathon      | 13e Vice-président | Tourisme, Sport, Associations et Traditions                            |

### Évolution de l'assemblée départementale
|                  | Groupe | Groupe | Groupe | Groupe | Groupe | Groupe | Groupe |
| DVG              | COM    | SG     | Ind.   | CNI    | UMP    |        |        |
| ---------------- | ------ | ------ | ------ | ------ | ------ | ------ | ------ |
|                  |        |        |        |        |        |        |        |
| 1er avril 2008   | 3      | 4      | 18     | 2      | 14     | 5      |        |
| 1er janvier 2009 | 3      | 4      | 18     | 2      | 14     | 5      |        |
| 1er janvier 2010 | 3      | 4      | 18     | 2      | 14     | 5      |        |
| 1er janvier 2011 | 3      | 4      | 17     | 2      | 15     | 5      |        |